# Bryn Meredith
Brinley Victor „Bryn“ Meredith (* 21. November 1930 in Cwmbran, Torfaen) ist ein walisischer Rugby-Union-Spieler. Er spielte als Hakler für die walisische Nationalmannschaft und die British and Irish Lions.
Meredith ging auf die West Mon School in Pontypool und spielte für die walisische Schulauswahl nach dem Zweiten Weltkrieg. Seine ersten Erfahrungen im Clubrugby sammelte er beim Devonport Services RFC. 1951 kam er zum Newport RFC, für den er 14 Jahre lang, mit einer Unterbrechung von einem Jahr, spielte. Von 1956 bis 1957 spielte er für die London Welsh, da er in London als Lehrer arbeitete.
Sein erstes Länderspiel bestritt Meredith 1954 gegen Irland. Er verpasste in seinen acht Jahren als Nationalspieler nur zwei Partien. Die insgesamt 34 absolvierten Spiele für Wales waren zur damaligen Zeit Rekord für einen Stürmer. 1955 wurde er erstmals für die Südafrika-Tour der Lions berücksichtigt und kam in allen Test Matches gegen die Springboks zum Einsatz. Vier Jahre später war er in Australien und Neuseeland Ersatzmann für Kapitän Ronnie Dawson. 1962 war er wieder Stammspieler, als die Lions erneut nach Südafrika reisten.